# Stenhomalus cleroides
Stenhomalus cleroides är en skalbaggsart som beskrevs av Bates 1873. Stenhomalus cleroides ingår i släktet Stenhomalus och familjen långhorningar. Inga underarter finns listade i Catalogue of Life.